# 知寄町一丁目停留場
知寄町一丁目停留場（日语：／ Chiyoricho Itchi-chome teiryūjō */?），是位於高知縣高知市知寄町一丁目，土佐電交通後免線的電車站。

## 歷史
此電車站在1928年（昭和3年）獲得認可開業。在啟用當時，電車站名為三条通停留場（日语：／），在1938年（昭和13年）改名為知寄町一丁目。
- 1928年（昭和3年）9月19日 - 土佐電氣（後來為土佐電氣鐵道）獲得許可開設三條通停留場[1]。
- 1938年（昭和13年）2月1日 - 電車站改名為知寄町一丁目停留場[1][2]。
- 2009年（平成21年）3月1日 - 乘車處重建。
- 2014年（平成26年）10月1日 - 土佐電氣鐵道、高知縣交通（日语：高知県交通）和土佐電Dream Service（日语：土佐電ドリームサービス）合併，土佐電交通成立[3]。成為土佐電交通的電車站。

## 電車站構造
電車站是建造在共用道路上，設有2面2線的相對式乘車處（千鳥式）。東邊為後免町方向月台，西邊為播磨屋橋方向月台。當時電車站鄰接道路路口，為了設置國道右轉車道，於2009年3月1日起遷移了乘車處。

## 電車站周邊
- 高知市立昭和小學
- 地球33號地（日语：地球33番地） - 位於東經133度33分33秒，北緯33度33分33秒的地方。
- 國道32號（日语：国道32号）
- 國道56號（日语：国道32号）
- 高知警署（日语：高知警察署）下知派出所
- 「知寄町一丁目」巴士站

## 相鄰電車站
土佐電交通
後免線
知寄町－知寄町一丁目－寶永町
- 在此站至寶永町停留場之間，於1957年（昭和32年）前曾經設有知寄町車廠前停留場。

## 注腳
1. 1 2 3 4 5  今尾惠介（監修）. . 11 中国四国. 新潮社. 2009: 60. ISBN 978-4-10-790029-6 （日语）.
2. ↑  土佐電鉄の電車とまちを愛する会. . JTB Can Books. JTB出版. 2006: 100. ISBN 4-533-06411-6.
3. ↑  上野宏人. . 毎日新聞 (毎日新聞社). 2014-10-02 （日语）.
4. ↑  川島令三. . 【図説】 日本の鉄道. 第2巻 四国西部エリア. 講談社. 2013: 36・92頁. ISBN 978-4-06-295161-6 （日语）.